# Hrvatske ceste
Hrvatske ceste je hrvaško državno podjetje v skladu z določbami hrvaškega zakona o javnih cestah (hrvaško: zakon o javnim cestama), ki ga je sprejel parlament Republike Hrvaške. Naloge družbe so opredeljene z  zakonom o javnih cestah in ustanovno deklaracijo, glavna naloga podjetja pa je upravljanje, gradnja in vzdrževanje javnih cest. Podjetje Hrvatske ceste je v praksi odgovorno za državne ceste na Hrvaškem (označene s črko D). Občinske (Ž) in lokalne (L) ceste upravljajo občinske oblasti, avtoceste (A) pa podjetje Hrvatske autoceste in drugi koncesionarji.
Družbo trenutno upravlja tričlanski upravni odbor v sestavi Jakov Krešić (predsednik) in petčlanski nadzorni svet.
Družba je bila prvič ustanovljena 6. aprila 2001, po zakonu, objavljenem 5. aprila 2001, z osnovnim kapitalom družbe v vrednosti 128.898.200,00 hrvaških kun.
Podjetje je organizirano v šest poslovnih sektorjev: Študije in projektiranje, Gradbeništvo, Vzdrževanje, Javna naročila, Finančno in poslovno poslovanje ter Pravni, kadrovski in splošni sektor.
Ves dobiček, ki ga ustvarijo Hrvatske ceste, se porabi za gradnjo in vzdrževanje cest, ki jih podjetje upravlja.